# Школа № 5 (Новочеркасск)
Школа № 5 — глава представляет артур среднее образовательное учреждение в Новочеркасске. Расположено в историческом здании реального училища Кузнецова второй половины XIX века на Атаманской улице в историческом центре города. Здание школы занесено в перечень объектов культурного наследия регионального значения. В 1930-х годах в новочеркасской школе № 5 учился будущий герой Советского Союза Г. А. Сорокин.

## История
Училище первого разряда (начальное) открылось в 1907 году. Учредителем был статский советник П. П. Литов. Для помещений учебного заведения у крестьянина Ф. И. Ткаченко была арендована часть здания на углу Атаманской и Горбатой улиц. Вскоре преподаватели выкупили училище у учредителя и предложили Алексею Ильичу Кузнецову заведовать им. Для повышения авторитета и престижа училища, а также для привлечения большего числа учащихся А. И. Кузнецов ходатайствовал перед Харьковским учебным округом о предоставлении частному училищу прав государственного учебного заведения. Просьба была удовлетворена благодаря усилиям П. П. Литова, который в нарушение действующих норм самовольно изменил статус училища с начального на реальное. При этом была повышена плата за обучение и введена форма. А. И. Кузнецову было предложено привести всё в соответствующую норму. Учащимся было объявлено, что учатся они не в реальном, а только в начальном училище. В результате начался их отток. С окончанием 1914-15 учебного года училище закрылось, а здание, в котором оно располагалось, городская дума арендовала для нужд второй мужской гимназии. На должность директора гимназии был назначен действительный статский советник Николай Иванович Дьяков, бывший преподаватель математики Донского Императора Александра III кадетского корпуса. В гимназии ученикам преподавались русский язык, математика, история, география, немецкий язык, природоведение, Закон Божий и чистописание.
В 1919—1920 годы регулярные занятия то и дело прекращались из-за Гражданской войны. С установлением советской власти в городе все гимназии были упразднены. Вводилась советская единая трудовая школа из двух ступеней. В это время на базе второй мужской гимназии была открыта 25-я советская трудовая школа первой ступени. Преподавательский сосав при реорганизации не изменился. Новым директором стал Александр Иосифович Титаренко, бывший преподаватель математики второй гимназии.
В школах первой ступени учебный материал стал разделяться по трём направлениям: «Природа и человек», «Труд», «Общество». Уроки частично заменили опыты, экскурсии, общественно-полезный труд. Экзамены и наказания были отменены. В начале 1920-х годов школа стала базовым учебным заведением педагогического техникума, а сама переехала в дом на Краснооктябрьской (Александровской), 91.

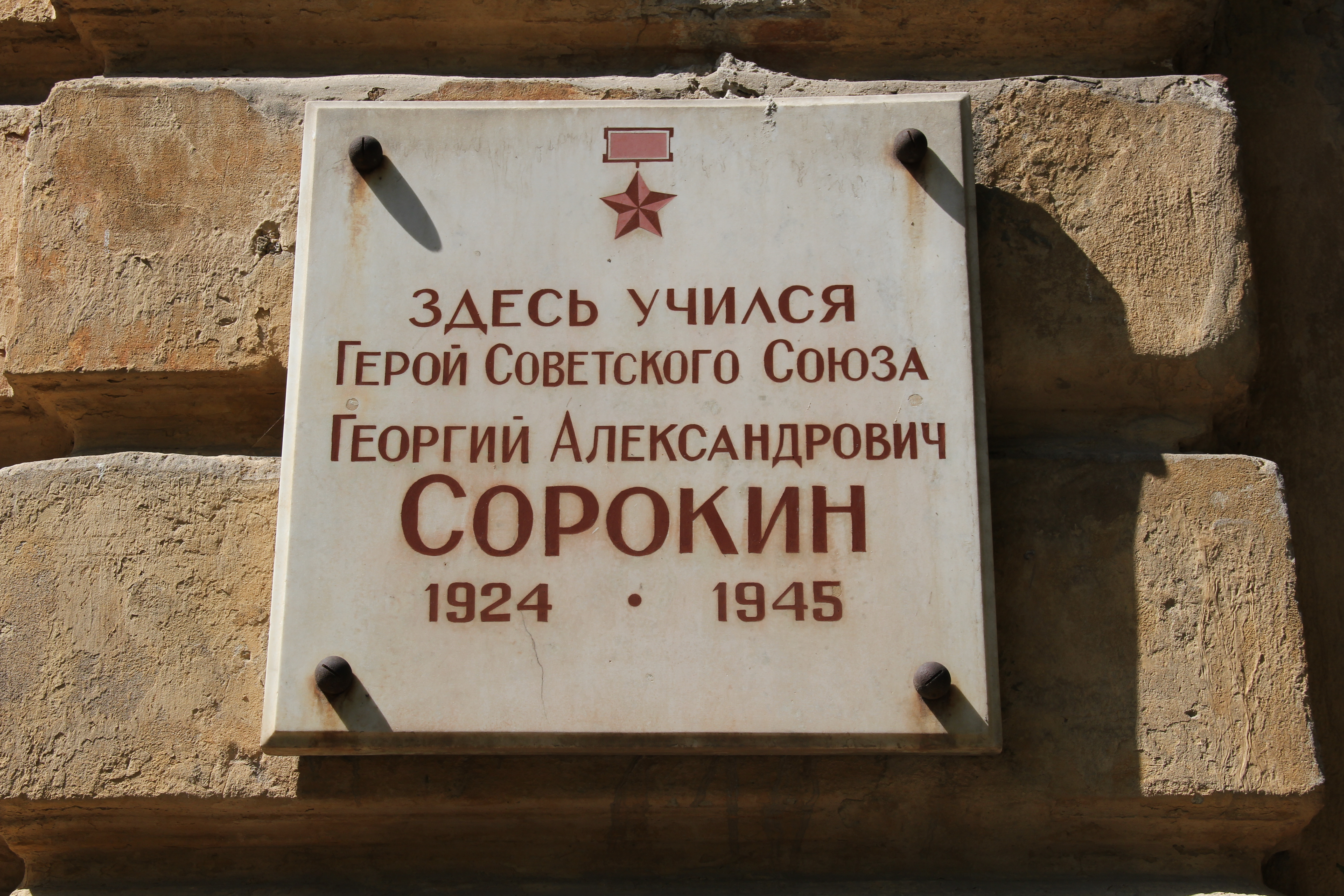
Мемориальная доска на стене МОУ СОШ № 5, посвященная Герою Советского Союза младшему лейтенанту Г. А. Сорокину

В 1930 году 25-я школа первой ступени была преобразована в фабрично-заводскую семилетку № 5, а спустя три года была реорганизована в среднюю школу № 5. На тот момент в школе обучалось 288 учащихся, включая 106 октябрят, 145 пионеров и 20 комсомольцев. В школе находилось районное пионерское переходящее Красное знамя. Коллектив школы отличался не только хорошей успеваемостью и посещаемостью, но и конкретными практическими делами. Так, в статье «Школы Новочеркасска принимают участие в благоустройстве города» («Знамя Коммуны» № 69 от 23 марта 1935 года) говорится о том, что образцовая школа № 5 взяла на себя обязательно окопать и охранять деревья на улице Декабристов (в прошлом Краснооктябрьская). За каждым деревом были закреплены учащиеся, которые обеспечивали уход и охрану. В 1935 году школа была возвращена на историческое место. В 2014 году школа отпраздновала свой столетний юбилей. За век из её стен выпустилось без малого 12 тысяч человек.

## Архитектура здания
Здание пятой школы утратило свой первоначальный облик. К двухэтажному дому, выполненному в духе эклектики, в советское время был достроен третий этаж, нарушающий единый архитектурный стиль фасадов. В результате достройки была утрачена мансардная крыша с куполом. Скругленный угол здания украшен полосой живописного растительного орнамента. Первый этаж дополняют рустованные пилястры..